# Startup Saturday
『Startup Saturday』（スタートアップサタデー）は、FM NACK5で放送されていたラジオ番組。

## 概要
これまでNACK5では早朝の起点は6時であり、5時台は前日の深夜番組（番組開始直前まではFANTASY RADIO）が引き続いて放送されていた。また、6時台も録音番組（番組開始直前まではファンファンサッカー）が編成されており、純粋に土曜の生ワイドのスタートする時刻は早くとも7時であったが、2016年10月改編で早朝から朝にかけての生ワイドの放送枠が誕生。
この番組は、「スタートアップ（動く）」をキーワードにして、週末の「イベント、アトラクション、スポーツ、ライブ、映画」の情報を届けるとともに、放送する音楽についても、「スタートアップ」をテーマにした楽曲を送る。
2019年3月30日放送にて放送終了。

## 放送時間
- 毎週土曜日 5:00 - 8:00

## パーソナリティ
- 池田香織

## フロート番組
- 「KONISHIKIのLEALEA SATURDAY」（KONISHIKI）
  - 6:15 - 6:35放送

過去放送されていた番組
- 「BE-MAX the SUN presents 稲川竜生 めざせ健康美人」（稲川竜生、南美希子）
  - 7:20 - 7:30放送　※「びーさんぼーいず〜Be SUNDAY BOYS〜」内へ移動。

- 「見たい! 行きたい! 話したい!!」（松井咲子、2016年10月1日 - 2017年12月30日）
  - 6:40 - 7:00放送（2016年10月は、7:05 - 7:35放送）